# گرندل

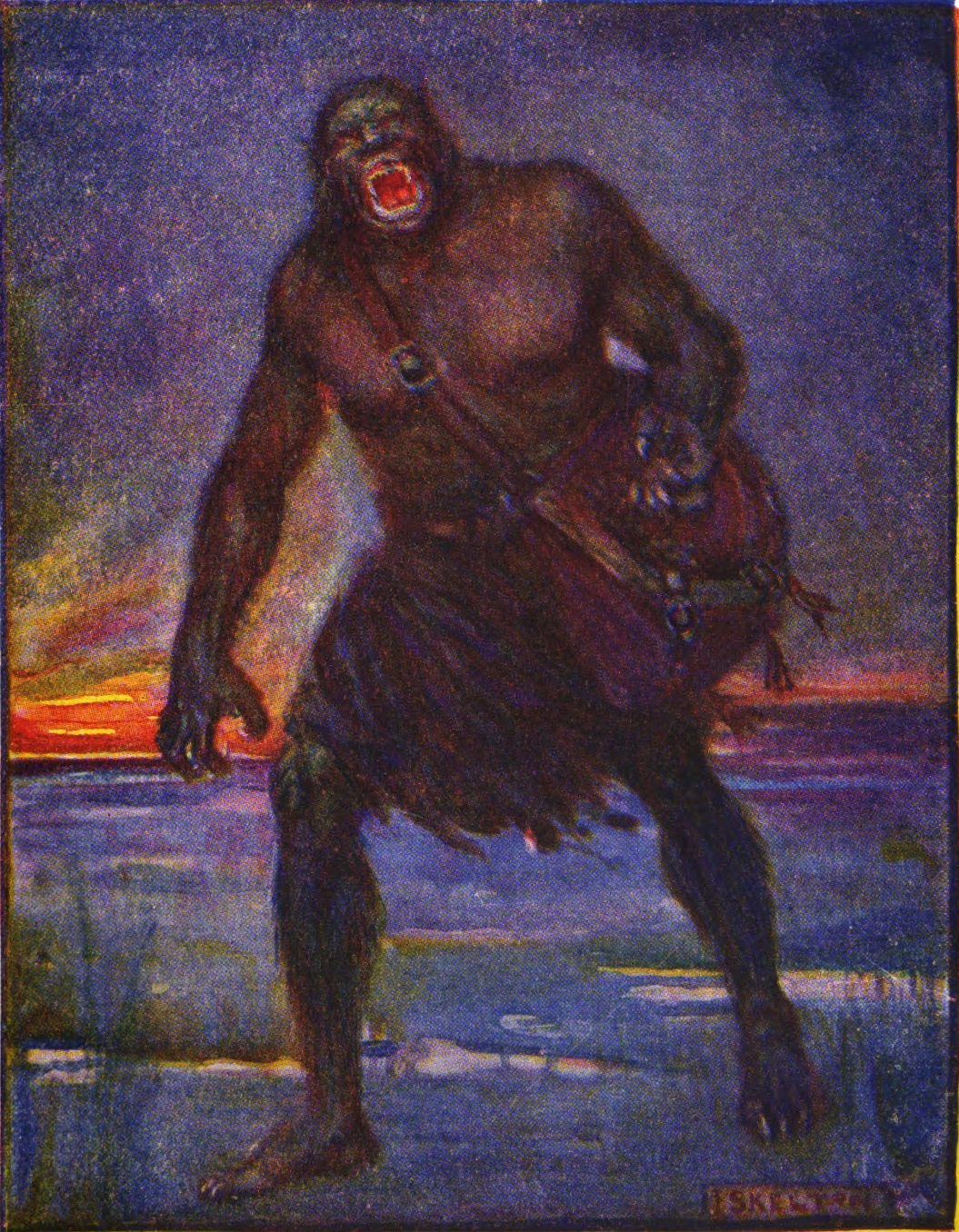
تصویر گرندل از داستان بیوولف.

گرندل (به انگلیسی: Grendel) یکی از سه ضدقهرمان (در کنار مادر گرندل و اژدها) در اشعار حماسی انگلیسی زبان باستان بیوولف است. گرندل معمولاً به عنوان فردی بزرگ، هیولاوار، وحشی همراه با قدرتی فوق‌العاده توصیف می‌شد، که همه به غیر از قهرمان افسانه‌ای بیوولف از او هراس داشتند. واژه گرندل همچنین به عنوان مترادف کلمه «شیطان» یا «موجودی شیطانی» به کار برده می‌شود.
گرندل یک شیطان آدمخوار بود که همراه با مادر خود در کوه‌های واقع در سرزمین اسپیر دنز زندگی می‌کرد و هر شب به سالن غذاخوری پادشاه رات‌گار حمله کرده و کسانی که در آنجا بودند را کشته، و سپس می‌خورد. انگیزهٔ گرندل از انجام این کار، شنیدن آواز شاعران رات‌گار دربارهٔ خلقت این جهان توسط خدا بود که طبیعت شیطانی او را اشتباه تلقی می‌کرد. گرندل هر شب افراد بیشتری را کشته و پس از جداکردن اندامشان، از آن‌ها تغذیه می‌نمود. بدن او با هیچ سلاحی آسیب نمی‌دید تا اینکه در نهایت با رقیبی همتای خود به نام بیوولف رو در رو شد. پس از نبردی طولانی، بیوولف با کندن یکی از دستان گرندل، او را به شدت مجروح می‌کند. او به سمت غار خود پا به فرار گذاشته و در آغوش مادرش از خونریزی شدید جان داد. پس از این ماجرا مادرش برای گرفتن انتقام پسرش با بیوولف روبرو شد.